# Seriana kovka
Seriana kovka är en insektsart som beskrevs av Irena Dworakowska 1981. Seriana kovka ingår i släktet Seriana och familjen dvärgstritar. Inga underarter finns listade i Catalogue of Life.